# 도이 쇼스케
도이 쇼스케(도위창)(일본어: 土居 章助, 1937년 9월 3일 ~ )는 일본의 전 프로 야구 선수이자 야구 지도자이다.

## 인물
고치현에서 태어나 조토 고등학교를 졸업하고 1956년에 고쿠테쓰 스왈로스에 입단, 1959년에는 주전 유격수 자리를 차지하면서 102경기에 출전했다. 1960년에는 개인 최다 기록이 되는 111경기에 출전했고 시즌 종료 후 쓰치야 마사타카와의 트레이드로 요미우리 자이언츠에 이적했다.
1961년 시즌 종료 후 다이마이 오리온스에 이적하면서 1963년에는 8년 간의 선수 생활을 마치고 은퇴했다. 은퇴 후에는 같은 팀에서 코치를 맡으며  1984년에는 롯데 오리온스 자매 구단의 인연으로 KBO 리그 팀인 롯데 자이언츠의 코치로 같은 해 7월 3일부터 3년 반 계약 형식으로 종합코치에  발탁되어(등록명은 도위창(都偉彰)) 3년 간 코치를 맡았다. 
그 후 일본에 복귀하면서 롯데 오리온스의 코치를 맡았고 1989년 12월 16일부터 3년 계약 형식으로   롯데 자이언츠에 코치로 복귀했는데 다음 해인  1990년 여름부터 시즌 종료까지 감독 대행도 맡았다.
1993년부터 1997년까지는 대만 프로 야구팀인 슝디 엘리펀츠와 가오핑 레이공의 타격 코치를 맡았다.

## 상세 정보

### 출신 학교
- 조토 고등학교(현재의 고치 고등학교)

### 선수 경력
- 고쿠테쓰 스왈로스(1956년 ~ 1960년)
- 요미우리 자이언츠(1961년)
- 다이마이 오리온스(1962년 ~ 1963년)

### 지도자·기타 경력
- 롯데 오리온스 타격 코치(1972년 ~ 1975년, 1983년, 1988년 ~ 1989년)
- 롯데 자이언츠 종합 코치(1984년 7월 3일 ~ 1986년)
- 롯데 자이언츠 수석 코치 (1987년, 1990년 시즌 중, 1991년 ~ 1992년)
- 롯데 자이언츠 감독 대행(1990년 시즌 중 ~ 종료)
- 슝디 엘리펀츠 타격 코치(1993년 ~ 1996년)
- 가오핑 레이공 타격 코치(1997년)

### 등번호
- 51(1956년 ~ 1957년)
- 2(1958년)
- 12(1959년 ~ 1960년)
- 25(1961년)
- 31(1962년 ~ 1963년)
- 59(1972년)
- 86(1973년 ~ 1975년)
- 88(1983년)
- 82(1988년 ~ 1989년)

### 연도별 타격 성적
| 연 도      | 소 속      | 경 기 | 타 석 | 타 수 | 득 점 | 안 타 | 2 루 타 | 3 루 타 | 홈 런 | 루 타 | 타 점 | 도 루 | 도 루 자 | 희 생 번 | 희 생 플 | 볼 넷 | 고 4 | 사 구 | 삼 진 | 병 살 타 | 타 율 | 출 루 율 | 장 타 율 | O P S |
| ---------- | ---------- | ----- | ----- | ----- | ----- | ----- | ------- | ------- | ----- | ----- | ----- | ----- | -------- | -------- | -------- | ----- | ---- | ----- | ----- | -------- | ----- | -------- | -------- | ----- |
| 1956년     | 고쿠테쓰   | 28    | 66    | 63    | 5     | 15    | 1       | 1       | 1     | 21    | 4     | 1     | 2        | 1        | 0        | 2     | 0    | 0     | 11    | 1        | .238  | .262     | .333     | .595  |
| 1957년     | 고쿠테쓰   | 24    | 42    | 36    | 1     | 4     | 1       | 0       | 0     | 5     | 2     | 3     | 0        | 1        | 0        | 5     | 0    | 0     | 5     | 1        | .111  | .220     | .139     | .358  |
| 1958년     | 고쿠테쓰   | 70    | 158   | 150   | 13    | 31    | 6       | 2       | 0     | 41    | 5     | 11    | 5        | 4        | 1        | 3     | 0    | 0     | 21    | 2        | .207  | .222     | .273     | .496  |
| 1959년     | 고쿠테쓰   | 102   | 308   | 289   | 24    | 54    | 4       | 8       | 2     | 80    | 18    | 7     | 5        | 9        | 0        | 8     | 0    | 2     | 59    | 7        | .187  | .214     | .277     | .491  |
| 1960년     | 고쿠테쓰   | 111   | 299   | 283   | 32    | 62    | 15      | 3       | 4     | 95    | 15    | 14    | 3        | 11       | 1        | 2     | 0    | 2     | 48    | 1        | .219  | .230     | .336     | .566  |
| 1961년     | 요미우리   | 33    | 45    | 43    | 2     | 3     | 0       | 0       | 0     | 3     | 0     | 2     | 0        | 0        | 0        | 2     | 0    | 0     | 8     | 0        | .070  | .111     | .070     | .181  |
| 1962년     | 다이마이   | 61    | 29    | 28    | 17    | 4     | 0       | 0       | 1     | 7     | 1     | 8     | 0        | 0        | 0        | 1     | 0    | 0     | 10    | 0        | .143  | .172     | .250     | .422  |
| 1963년     | 다이마이   | 97    | 23    | 21    | 19    | 4     | 0       | 0       | 2     | 10    | 2     | 5     | 3        | 2        | 0        | 0     | 0    | 0     | 6     | 3        | .190  | .190     | .476     | .667  |
| 통산 : 8년 | 통산 : 8년 | 526   | 970   | 913   | 113   | 177   | 27      | 14      | 10    | 262   | 47    | 51    | 18       | 28       | 2        | 23    | 0    | 4     | 168   | 15       | .194  | .217     | .287     | .504  |

## 같이 보기
- 롯데 자이언츠

| 전임 김진영 | 롯데 자이언츠 감독대행 1990년 9월 1일 ~ 1990년 10월 31일 | 후임 강병철 |